# پل دولین (بازیکن فوتبال)
پل دولین (انگلیسی: Paul Devlin؛ زادهٔ ۱۴ آوریل ۱۹۷۲) بازیکن فوتبال اهل بریتانیا است.
از باشگاه‌هایی که در آن بازی کرده‌است می‌توان به باشگاه فوتبال بوهمیان، باشگاه فوتبال استراتفورد تاون، باشگاه فوتبال والسال، باشگاه فوتبال استافورد رانجرز، باشگاه فوتبال شفیلد یونایتد، باشگاه فوتبال بیرمنگام سیتی، باشگاه فوتبال واتفورد، باشگاه فوتبال تاموورث، و باشگاه فوتبال نوتس کانتی اشاره کرد.
وی همچنین در تیم‌های ملی فوتبال اسکاتلند و Scotland national football B team بازی کرده‌است.